# Альдо Балларін
Альдо Балларін (італ. Aldo Ballarin; нар. 10 січня 1922, Кіоджа, Венето, Італія — пом. 4 травня 1949, Суперга, Турин) — італійський футболіст, що грав на позиції захисника. Виступав за національну збірну і «Торіно», провідний італійський клуб того часу.

## Спортивна кар'єра
Представник футбольної родини, його молодші брати також були професіональними футболістами. Сержіо виступав за декілька команд, найбільш відомою серед є «П'яченца». Діно захищав кольори «Торіно».
У дорослому футболі дебютував 1939 року за команду «Ровіго». За два сезони провів 36 лігових матчів.  Під час Другої світової війни грав у складі команд «Трієстина» та «Венеція». 1945 року перейшов до клубу «Торіно», за який відіграв 4 сезони.   Протягом усього часу був основним гравцем захисту команди.  За цей час чотири рази виборював титул чемпіона Італії.
У складі національної команди дебютував 11 листопада 1945 року. У Цюриху італійці зіграли внічию з командою Швейцарії (4:4). У матчі відзначилися: Сільвіо Піола, Еціо Лоїк, Амедео Б'яваті (2) — Лауро Амадо (3), Жорж Абі. «Гранатові» були базовою командою збірної Італії, у кожному матчі виходили по шість-вісім гравців «Торіно». 
Так, на гру проти угорців, 11 травня 1947 року, на поле відразу вийшли десять футболістів клубу і голкіпер «Ювентуса» Лучідіо Сентіменті (польові гравці: Балларін, Марозо, Грецар, Рігамонті, Кастільяно, Менті, Лоїк, Габетто, Маццола і Ферраріс). Всього, до березня 1949 року, провів дев'ять товариських матчів у складі італійської збірної. 
Навесні 1949 року керівництво туринського клубу прийняло запрошення від португальського гранда, «Бенфіки», взяти участь у товариській грі на честь однієї з найбільших тодішніх зірок лісабонського клубу, Франсішку Феррейри. Гра відбулася 3 травня 1949 року в Лісабоні й завершилася поразкою італійських гостей з рахунком 3:4. Наступного дня команда «Торіно», працівники клубу і журналісти вилетіли додому рейсом Лісабон—Барселона—Турин.
Поблизу Савони літак почав знижуватися через складні погодні умови. Приблизно о 17:03 — здійснив поворот для заходу на посадку і невдовзі зіткнувся з кам'яною огорожею базиліки Суперга на вершині однойменної гори, що височіє над околицями Турина. Внаслідок авікатастрофи усі чотири члени екіпажу і 27 пасажирів загинули на місці.
На момент загибелі основного складу «Торіно», до завершення сезону в Серії A лишалося чотири тури і команда очолювала чемпіонські перегони. В останніх турах, честь клубу захищали гравці молодіжної команди. Усі суперники в цих матчах («Дженоа», «Палермо», «Сампдорія» і «Фіорентіна»), з поваги до загиблих чемпіонів, також виставляли на поле молодіжні склади своїх клубів. Молодіжна команда «Торіно» перемогла у всіх останніх іграх сезону, здобувши таким чином посмертний чемпіонський титул для своїх старших товаришів.

## Досягнення
- Чемпіон Італії (4):

«Торіно»:  1946, 1947, 1948, 1949

## Статистика
Виступи за національну збірну:
| Дата       | Місто     | Господарі | Результат | Гості          | Турнір           | Голи | Примітки |
| ---------- | --------- | --------- | --------- | -------------- | ---------------- | ---- | -------- |
| 11-11-1945 | Цюрих     | Швейцарія | 4 – 4     | Італія         | товариський матч | -    |          |
| 27-4-1947  | Флоренція | Італія    | 5 – 2     | Швейцарія      | товариський матч | -    |          |
| 11-5-1947  | Турин     | Італія    | 3 – 2     | Угорщина       | товариський матч | -    |          |
| 9-11-1947  | Відень    | Австрія   | 5 – 1     | Італія         | товариський матч | -    |          |
| 14-12-1947 | Барі      | Італія    | 3 – 1     | Чехословаччина | товариський матч | -    |          |
| 4-4-1948   | Париж     | Франція   | 1 – 3     | Італія         | товариський матч | -    |          |
| 16-5-1948  | Турин     | Італія    | 0 – 4     | Англія         | товариський матч | -    |          |
| 27-2-1949  | Генуя     | Італія    | 4 – 1     | Португалія     | товариський матч | -    |          |
| 27-3-1949  | Мадрид    | Іспанія   | 1 – 3     | Італія         | товариський матч | -    |          |
| Усього     |           | Матчів    | 9         |                | Голів            | 0    |          |